# 마그니로스트리스
마그니로스트리스(Magnirostris)는 '크다'는 의미의 라틴어 "마그누스" 와 '부리'라는 의미의 "로스트룸"을 합성한 단어로 중국의 내몽골의 백악기 후기 샹파뉴절 후기 지층에서 발견된 각룡류 공룡의 한 속이다. 큰 부리를 가지고 있고 눈 위에 작은 뿔심을 가지고 있어 다른 프로토케라톱스과 공룡과는 구분된다.

## 발견 및 종
마그니로스트리스 도드소니(Magnirostris dodsoni)는 중국-캐나다 공룡 프로젝트를 통해 중국 내몽골의 바얀 만다후 지역에서 발견된 거의 완전한 두개골 표본으로 요우(You)와 동 지밍이 2003년에 보고했다. 종명은 고생물학자인 피터 도드슨의 이름을 딴 것이다.
마그니로스트리스는 바가케라톱스의 한 종류일 가능성이 있고 작은 뿔심은 보존과정에서 우연히 만들어진 것일 수 있다.